# Igumen

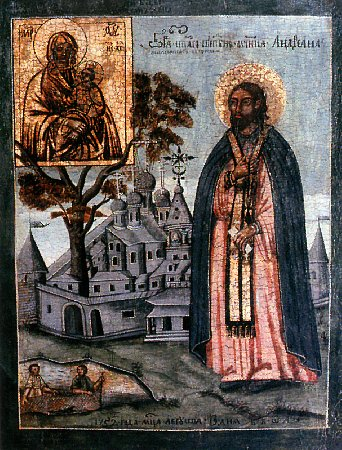
Svatý Andrian Pošehonský, igumen, mučedník a divotvůrce

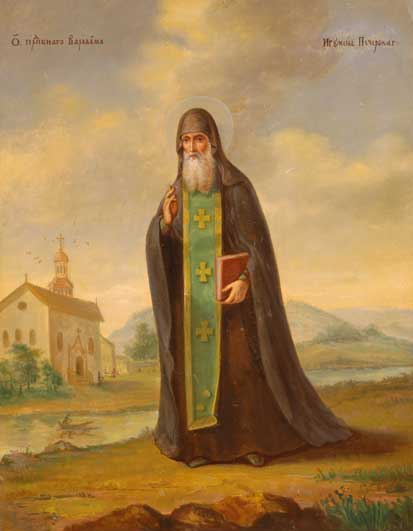
Svatý Barlaam, první igumen kyjevskopečerské lávry.

Igumen nebo hegumen (někdy také hegumenos; přes staroslověnštinu z řeckého ἡγούμενος hegúménos, vedoucí; makedonsky, bulharsky a rusky игумен (transliterováno igumen), ukrajinsky ігумен (ihumen), gruzínsky იღუმენი, iğumeni; rumunsky egumen; srbsky игуман nebo iguman) je titul představeného pravoslavného nebo katolického kláštera východního ritu.
Titul je užíván i pro mnišky ve formě igumena. 

## Hierarchie
Vážnost titulu odpovídá západnímu opatovi. Igumen může být nejvyšším představeným určitého kláštera. Je-li v daném klášteře ustanoven archimandrita (arciopat), je představeným igumena.